# Chad McQueen
Chadwick Steven McQueen (28 de dezembro de 1960 - 11 de setembro de 2024) foi um ator, produtor cinematográfico, artista marcial e piloto de corrida norte-americano. Era filho do ator Steve McQueen (1930 - 1980).

## Primeiros anos
Chadwick Steven McQueen nasceu em 28 de dezembro de 1960, em Los Angeles, filho dos atores Steve McQueen e Neile Adams. Desde cedo, McQueen era um entusiasta de automóveis, motocicletas e corridas, interesses que herdou de seu pai. Ele começou a correr com motos off-road aos 9 anos e, em três anos, venceu sua categoria no World Mini Grand Prix. Rapidamente passou para as corridas de automóveis, vencendo sua primeira corrida: o evento Mini Le Mans, uma pista exclusiva para crianças criada no set do filme de 1971 Le Mans, quando McQueen tinha 10 anos. Antes de terminar as filmagens desse filme, McQueen gostava de correr a velocidades de três dígitos nas retas enquanto estava sentado no colo de seu pai ao volante de um Porsche 917. Aos 12 anos, ele venceu sua categoria no World Mini Grand Prix.

## Carreira de ator
McQueen começou sua carreira como ator de filmes, notavelmente interpretando o personagem Dutch em The Karate Kid e The Karate Kid Part II. Seu trabalho como ator incluiu papéis principais em filmes de ação lançados diretamente em vídeo, incluindo Martial Law, Death Ring e Red Line. Ele também trabalhou como produtor, ganhando um Telly Award por seu documentário Filming at Speed. Após sua aposentadoria da atuação, McQueen apareceu como ele mesmo em vários programas de televisão relacionados a esportes motorizados, incluindo Hot Rod TV e Celebrity Rides.
Foram feitas tentativas para que ele reprisasse seu papel como Dutch na série Cobra Kai, mas compromissos com sua empresa, McQueen Racing, e problemas com suas lesões de corrida impediram isso. Ele quase apareceu na sexta temporada do programa antes de desistir devido a conflitos de agenda.

## Carreira nas corridas
Sua carreira profissional nas corridas começou no Sports Car Club of America (SCCA). McQueen competiu em vários tipos de corridas, desde Motocross até a Baja 1000. Ele se juntou à lenda belga das corridas Jacky Ickx e sua filha Vanina, pilotando um trio de Porsche 959s restaurados pela Porsche Motorsports para o evento Goodwood de 2004. Também em 2004, ele se qualificou para os SCCA Runoffs, vencendo vários eventos. Correndo pela Westernesse Racing, ele terminou em quarto lugar.[carece de fontes?]
Em janeiro de 2006, ele sofreu ferimentos graves (fratura na perna esquerda inferior, duas fraturas nas vértebras e múltiplas fraturas nas costelas) em um acidente no Daytona International Speedway enquanto praticava para a corrida de carros esportivos 24 Horas de Daytona. Ele retornou a Daytona durante a corrida Rolex 24 Horas de Daytona de 2007 para agradecer aos médicos e trabalhadores da pista que, segundo ele, salvaram sua vida. McQueen posteriormente declarou que seus dias de piloto haviam terminado e que ele queria se tornar dono de uma equipe.[carece de fontes?]
Em novembro de 2007, ele retornou ao Daytona International Speedway e assumiu o volante do Brumos 1975 Ecurie Escargot RSR, dirigindo-o nas exibições da Porsche Rennsport Reunion III.[carece de fontes?]
Em janeiro de 2010, ele fundou a McQueen Racing, LLC, uma empresa que faz parcerias com líderes das indústrias de motocicletas e carros personalizados para o desenvolvimento de carros personalizados de alto desempenho, motocicletas e acessórios em edição limitada.

## Vida pessoal
Chad McQueen namorou Jill Henderson White Pasceri na década de 1980, uma cavaleira e treinadora de cavalos da USEF. Jill é filha do trombonista Jimmy Henderson. Ele foi casado com Stacia Toten (que mais tarde se casou com o membro do Hall da Fama do Hóquei Luc Robitaille) de 1987 a 1990. O casal teve um filho, o ator Steven R. McQueen (nascido em 1988), que foi regular nas séries de televisão The Vampire Diaries e Chicago Fire. McQueen se casou com Jeanie Galbraith em 1993. Eles tiveram dois filhos: Chase McQueen (nascido em 1995) e Madison McQueen (nascida em 1996).
Sua irmã e também filha de Steve McQueen, Terry, proprietária de uma empresa de produção de filmes em Malibu, morreu em 1998 devido a complicações respiratórias após um transplante de fígado, aos 38 anos.

### Morte
McQueen morreu em Palm Springs, Califórnia em 11 de setembro de 2024, aos 63 anos. Um dia depois, sua esposa Jeanie e seus dois filhos, Steven e Madison, divulgaram uma declaração conjunta para a Variety confirmando o notícia. Seu amigo Arthur Barens disse ao The Hollywood Reporter que McQueen morreu de falência de órgãos enquanto estava em seu rancho em Palm Springs. McQueen nunca se recuperou totalmente de uma lesão que sofreu em uma queda em 2020.

## Filmografia
| Ano  | Título                  | Papel                        | Notas                  |
| ---- | ----------------------- | ---------------------------- | ---------------------- |
| 1978 | Skateboard              | Competidor de Skate #21      |                        |
| 1983 | Hadley's Rebellion      | Rick Stanton                 |                        |
| 1984 | The Karate Kid          | Dutch                        |                        |
| 1985 | Fever Pitch             | Prisioneiro                  |                        |
| 1985 | The Fascination         |                              |                        |
| 1986 | The Karate Kid Parte II | Dutch                        |                        |
| 1991 | Martial Law             | Sean Thompson                |                        |
| 1992 | Death Ring              | "Skylord" Harris             |                        |
| 1993 | New York Cop            | Hawk                         |                        |
| 1993 | Firepower               | Darren Braniff               |                        |
| 1994 | Sexual Malice           | David                        |                        |
| 1994 | Jimmy Hollywood         | Parceiro de Audição          |                        |
| 1994 | Indecent Behavior II    | Darrell Martine              |                        |
| 1994 | Bullet II               | Bullet                       |                        |
| 1995 | Number One Fan          | Zane Barry                   |                        |
| 1996 | Red Line                | Jim                          |                        |
| 1996 | Squanderers             | John                         |                        |
| 1998 | Papertrail              | William Frost                |                        |
| 1998 | Surface to Air          | Tenente Dylan "Raven" Massin |                        |
| 2001 | The Fall                | Manny Carlotti               | Último papel como ator |